# Priscila Nocetti
Priscila Souza Nocetti Costa (Niterói, 24 de novembro de 1981) é uma cantora, radialista e apresentadora de televisão e ex-vereadora pelo município de Niterói no estado do Rio de Janeiro. É casada com Rômulo Costa, fundador da equipe de som Furacão 2000. Priscila apresentou o programa da Furacão 2000 na Rede Bandeirantes e RedeTV, além de comandar o programa da equipe de som na Rádio FM O Dia e na extinta 107 FM Rio de Janeiro, atualmente, Nocetti apresenta à programação no YouTube, pelo canal oficial da Furacão 2000. Em 2012, tornou-se candidata através do PSD; Priscila concorreu uma vaga para o cargo de vereadora em sua cidade natal, sendo eleita com 2.598 votos. Posteriormente, concorreu através do partido Progressistas na Eleição municipal do Rio de Janeiro em 2020, candidatando-se novamente a vereadora, porém não obteve êxito, pois não conseguiu ser eleita com os 881 votos que obteve.

## Biografia
Nascida e criada em Niterói, na Região Metropolitana do Rio de Janeiro. Em 2001, converteu-se a religião evangélica. Em 2002, aos 21 anos, começou a namorar o produtor musical Rômulo Costa, que a levou para trabalhar com ele em sua equipe na Furacão 2000, ajudando a alavancar sua carreira artística. Em 2004, foi aprovada no vestibular e iniciou seus estudos. Graduada em Direito pela Universidade Cândido Mendes no ano de 2008, posteriormente, Pós- Graduada em Direito Penal, Processo Penal e Criminologia pela mesma Universidade, além de ter se formado Direito Público pela Universidade de Coimbra em Portugal. Em 2007, casou-se com Rômulo Costa. Em 31 de janeiro de 2008 nasceu, através de cesariana, no Rio de Janeiro, sua única filha, Yasmin Nocetti Costa. Em 2016, ela e o marido renovaram os votos matrimoniais em uma cerimônia religiosa. Em 2019 renovou seus votos cristãos, e batizou-se nas águas da Igreja Mananciais, na Barra da Tijuca, bairro em que vive com a família.

### Saúde
Em 1 de fevereiro de 2020 sofreu um infarto, pois possui hipertensão, adquirida na época de sua gestação. Ela foi internada no Hospital Rio Mar, na Barra da Tijuca, na Zona Oeste do Rio de Janeiro. Após três dias, recebeu alta.

## Discografia
DVDs
- Furacão 2000 Twister: Poderosa(Faixa 1) / Dance Minha Linda (Faixa 17) / Motivos da Vida (Faixa Extra)
- Furacão 2000 Tsunami I: Abertura Cia de Dança(Faixa 2) - Senta Senta(Faixa 3) - Quero Só Você(faixa 15)
- Furacão 2000 Tsunami II: Agita o Salão (Faixa 1)
- Furacão 2000 Top Furacão: Só Provocação (Faixa 1) / Mete o Pè (Faixa 16)
- Furacao 2000 Tsunami III (2009): Soltinha (Faixa 2)
- Furacão 2000 Clima dos Bailes: Passinho do Hey (Faixa 1) / A parada é essa (Faixa 2) / Já Estou Sarada (Faixa)
- Furacão 2000 Tsunami IV - Bonde das Soltinhas (Faixa 2)
- Furacão 2000 Armagedon - Felina (Faixa 2)
- Furacão 2000 Armagedon II - Assanhada (Faixa 2)
- Furacão 2000 Armagedon III - Acabou a Festinha (Faixa 2)
- Furacão 2000 Infinity Power - A Preferida (Video Clipe Extra)

Singles
| Ano  | Título            | Melhores posições | Álbum            |
| Ano  | Título            | BRA               | Álbum            |
| ---- | ----------------- | ----------------- | ---------------- |
| 2007 | "Agita o Salão"   | 27                | Tsunami II       |
| 2008 | "Só Provocação"   | 53                | Top Furacão      |
| 2009 | "Soltinha"        | 70                | Tsunami III      |
| 2010 | "Já Estou Sarada" | 80                | Clima dos Bailes |